# Xian de Bin (Heilongjiang)
Pour les articles homonymes, voir Bin.
Le xian de Bin (宾县 ; pinyin : Bīn Xiàn) est un district administratif de la province du Heilongjiang en Chine. Il est placé sous la juridiction de la ville sous-provinciale de Harbin.

## Démographie
La population du district était de 596 640 habitants en 1999.